# Vocatus et invocatus deus aderit
„Vocatus et invocatus deus aderit“, auch „vocatus atque non vocatus deus aderit“, (deutsch „Gerufen oder nicht gerufen, (ein) Gott wird da sein“) ist ein lateinisches Sprichwort.

## Geschichte und Verwendung
Der Satz geht zurück auf ein Orakel aus dem Apollontempel in Delphi. Bevor die Spartaner den Krieg gegen Athen begannen, zu dem sie bereits entschlossen waren, fragten sie noch in Delphi an, „ob es besser sei, Krieg zu führen“. Sie erhielten die Antwort, „für Kampf im Krieg nach Kräften werde sich der Sieg einstellen und er selbst, so die Antwort (des Gottes), werde helfend eingreifen, ob herbeigerufen oder nicht.“
Die lateinische Fassung „Vocatus atque invocatus deus aderit“ verbreitete sich durch die Sprichwortesammlung Adagia des Erasmus von Rotterdam. Dort führte er den Satz zurück auf „das einst den Lacedämoniern gegebene und zum Sprichwort gewordene Orakel ‚καλούμενός τε κἄκλητος θεὸς παρέσται‘“ („kalumenos te kakletos theos parestai“). Er erklärt dazu, man gebrauche den Spruch um „auszudrücken, dass etwas, auch wenn man es nicht erbitte und nicht darauf bedacht sei, dennoch eintreten wird, ob man will oder nicht, z. B. Alter, Tod und Strafe für Missetaten.“
Von den Beispielen für den Gebrauch der Redewendung in der Antike verdient ein Gedicht des Horaz, allerdings mit einer deutlichen Abweichung, Beachtung. Obwohl alle Menschen sterblich seien, mühe sich der Reiche, als gäbe es für ihn dieses Ende nicht, um die Mehrung seines Reichtums. Aber Charon, der Fährmann des Orcus, sei unbestechlich: „Hier bezwingt er den stolzen Tantalus und des Tantalus Sippe, und hier zu erlösen den Armen, dessen Maß der Mühen voll ist, gerufen oder nicht gerufen, hört er.“
Häufig wird darauf hingewiesen, dass Carl Gustav Jung diesen Spruch, den er in seiner Jugend in den Adagia entdeckt hatte, an seinem Haus in Küsnacht über der Türschwelle anbringen ließ. In einem Brief teilte er mit, dass er dies für sich und seine Patienten als Erinnerung verstanden wissen wollte, dass der Anfang der Weisheit die Furcht vor Gott sei: „timor dei initium sapientiae“. Er bestimmte, dass diese Worte, die ihn offensichtlich sein Leben lang begleiteten, auch auf seinem Grabstein eingemeißelt werden sollten.